# Pokal Slovenije 2010/11
Der Pokal Slovenije 2010/11 war die 20. Austragung des slowenischen Fußballpokalwettbewerbs der Herren und wurde von NK Domžale durch einen Finalsieg gegen den Titelverteidiger NK Maribor gewonnen. Es war der erste Sieg für Domžale bei der zweiten Finalteilnahme.
Durch den Sieg im Finale qualifizierte sich NK Domžale für die 2. Qualifikationsrunde der UEFA Europa League 2011/12.

## Teilnehmer
| Nogometna Liga 2009/10 |
| ---------------------- |
| FC Luka Koper          |
| NK Maribor             |
| ND HIT Gorica          |
| NK Olimpija Ljubljana  |
| NK Celje               |
| NK Nafta Lendava       |
| NK Rudar Velenje       |
| NK Domžale             |
| Interblock Ljubljana   |
| NK Labod Drava Ptuj    |

| Sieger des Regionalpokals | Sieger des Regionalpokals        |
| ------------------------- | -------------------------------- |
| MNZ Celje                 | NK Dravinja, NK Krško            |
| MNZ Koper                 | NK Postojna, NK Ankaran Hrvatini |
| MNZG Kranj                | NK Triglav Kranj, NK Šenčur      |
| MNZ Lendava               | NK Hotiza, NK Virs Bistrica      |
| MNZ Ljubljana             | NK Krka, NK Dob                  |
| MNZ Maribor               | Vratko Dogoše, NK Malečnik       |
| MNZ Murska Sobota         | ND Mura 05, NK Tromejnik         |
| MNZ Nova Gorica           | NK Primorje, NK Brda Dobrovo     |
| MNZ Ptuj                  | NK Aluminij, NK Zavrč            |

## Modus
In den ersten beiden Runden wurde der Sieger in einem Spiel ermittelt. Stand es nach der regulären Spielzeit von 90 Minuten unentschieden, kam es zur Verlängerung von zweimal 15 Minuten und falls danach immer noch kein Sieger feststand zum Elfmeterschießen.
Mannschaften, die sich aus dem gleichen Regionalpokal qualifiziert hatten, konnten in den beiden ersten Runden nicht aufeinander treffen. Unterklassige Teams hatten bis zum Achtelfinale Heimrecht. Im Viertel- und Halbfinale wurden die Sieger in Hin- und Rückspiel ermittelt.

## 1. Runde
| Datum                 |                     | Ergebnis  |                      |
| --------------------- | ------------------- | --------- | -------------------- |
| 24.08.2010, 16:30 Uhr | NK Malečnik         | 1:4       | NK Domžale           |
| 25.08.2010, 16:30 Uhr | NK Krka             | 2:5       | NK Ankaran Hrvatini  |
| 25.08.2010, 16:30 Uhr | NK Postojna         | 0:3       | NK Triglav Kranj     |
| 25.08.2010, 16:30 Uhr | ND Dravinja         | 1:0       | NK Šenčur            |
| 25.08.2010, 16:30 Uhr | Vratko Dogoše       | 0:4       | NK Primorje          |
| 25.08.2010, 16:30 Uhr | NK Zavrč            | 4:3 n. V. | ND Mura 05           |
| 25.08.2010, 16:30 Uhr | NK Virs Bistrica    | 2:4 n. V. | NK Aluminij          |
| 25.08.2010, 16:30 Uhr | NK Brda Dobrovo     | 2:4       | NK Nafta Lendava     |
| 25.08.2010, 16:30 Uhr | NK Hotiza           | 0:4       | Interblock Ljubljana |
| 25.08.2010, 16:30 Uhr | NK Tromejnik        | 1:3 n. V. | NK Rudar Velenje     |
| 25.08.2010, 16:30 Uhr | NK Labod Drava Ptuj | 2:4       | NK Dob               |
| 25.08.2010, 19:00 Uhr | NK Krško            | 1:2       | NK Celje             |

## Achtelfinale
In dieser Runde stiegen die vier Europacup-Teilnehmer FC Luka Koper, NK Maribor, ND HIT Gorica und NK Olimpija Ljubljana ein.
| Datum                 |                       | Ergebnis               |                  |
| --------------------- | --------------------- | ---------------------- | ---------------- |
| 14.09.2010, 20:00 Uhr | NK Olimpija Ljubljana | 2:0                    | NK Celje         |
| 15.09.2010, 16:00 Uhr | NK Aluminij           | 0:2                    | ND HIT Gorica    |
| 15.09.2010, 16:00 Uhr | ND Dravinja           | 0:1 n. V.              | FC Luka Koper    |
| 15.09.2010, 16:00 Uhr | NK Triglav Kranj      | 2:1                    | NK Rudar Velenje |
| 15.09.2010, 16:00 Uhr | NK Zavrč              | 0:3                    | NK Nafta Lendava |
| 15.09.2010, 16:00 Uhr | NK Ankaran Hrvatini   | 1:6                    | NK Domžale       |
| 15.09.2010, 16:00 Uhr | NK Dob                | 1:1 n. V., (5:6 i. E.) | NK Maribor       |
| 15.09.2010, 16:00 Uhr | Interblock Ljubljana  | 3:2                    | NK Primorje      |

## Viertelfinale
Die Hinspiele fanden am 20. Oktober 2010 statt, die Rückspiele am 27. Oktober und 3. November 2010.
|                      | Gesamt |                       | Hinspiel | Rückspiel |
| -------------------- | ------ | --------------------- | -------- | --------- |
| NK Triglav Kranj     | 1:3    | FC Luka Koper         | 1:0      | 0:3       |
| Interblock Ljubljana | 4:2    | ND HIT Gorica         | 4:2      | 0:0       |
| NK Domžale           | 4:2    | NK Olimpija Ljubljana | 0:2      | 4:0       |
| NK Nafta Lendava     | 1:5    | NK Maribor            | 1:1      | 0:4       |

## Halbfinale
Die Hinspiele fanden am 20. April 2011 statt, die Rückspiele am 26. April 2011.
|                      | Gesamt |            | Hinspiel | Rückspiel |
| -------------------- | ------ | ---------- | -------- | --------- |
| Interblock Ljubljana | 0:2    | NK Domžale | 0:0      | 0:2       |
| FC Luka Koper        | 1:2    | NK Maribor | 1:1      | 0:1       |

## Finale
| Paarung        | NK Domžale – NK Maribor |
| Ergebnis       | 4:3 (2:1) |
| Datum          | 25. Mai 2011 um 20:45 Uhr |
| Stadion        | Stadion Stožice, Ljubljana |
| Zuschauer      | 6.000 |
| Schiedsrichter | Damir Skomina |
| Tore           | 0:1 Zeljko Filipović (15.) 1:1 Juninho (22.) 2:1 Damir Pekič (38.) 3:1 Mato Šimunović (51.) 3:2 Robert Berić (55.) 3:3 Dejan Mezga (63., Elfmeter) 4:3 Damir Pekič (78.)                                                                          |
| NK Domžale     | Nejc Vidmar – Darko Zec (70. Darko Topič), Ivan Knezović, Luka Elsner, Tadej Apatič – Mitja Zatkovič (89. Rok Hanžič), Dalibor Teinovič, Marko Drevenšek, Juninho, Mato Šimunović – Damir Pekič (81. Jernej Smukavec) Cheftrainer: Darko Birjukov |
| NK Maribor     | Matej Radan – Jovan Vidovič, Aleksander Rajčevič, Mitja Rešek, Mitja Viler, Aleš Majer (83. Etien Velikonja) – Zeljko Filipović, Goran Cvijanović (82. Matic Črnic), Dejan Mezga – Marcos Tavares, Robert Berić Cheftrainer: Darko Milanič        |
| Gelbe Karten   | Dalibor Teinovič, Mitja Zatkovič, Nejc Vidmar, Darko Zec, Dalibor Teinovič – Marcos Tavares, Zeljko Filipović, Mitja Rešek, Aleksander Rajčevič, Matej Radan                                                                                      |